# Pylon (Brückenbau)

Verschiedene Pylonarten für zwei Seilebenen

Pylonarten für eine Seilebene: Freitragende Pylontürme; A-Pylon

Ein Pylon ist im Brückenbau das hochaufragende Bauteil, über das die Tragseile von Hängebrücken laufen bzw. an dem die Schrägseile von Schrägseilbrücken verankert sind.

## Beschreibung
Die Pylone tragen das Gewicht des Überbaus, also das Gewicht der Tragkabel und Hänger bzw. der Schrägseile und das Gewicht des Brückendecks, sowie die Verkehrslasten, also das Gewicht der Fahrzeuge und Personen auf der Brücke. Außerdem nehmen sie die Kräfte in Querrichtung auf, die beispielsweise durch den Wind verursacht werden.
Die Pylone von Hängebrücken sind regelmäßig breite Konstruktionen mit zwei Stielen, da die beiden Tragkabel mit ihren Hängern meist über den äußeren Rändern des Brückendecks angeordnet sind. Die beiden aus Stahlblechen oder aus Stahlbeton erstellten Stiele haben Hohlquerschnitte und sind als biegesteifer Rahmen konstruiert. Sie haben deshalb entweder diagonale Streben (Andreaskreuze) oder Querriegel, zumindest einen oberen Riegel und einen unterhalb des Fahrbahnträgers, der meist seiner Auflagerung dient. Die Pylone können in das Fundament eingespannt oder auf ihm gelenkig gelagert sein.
Bei Schrägseilbrücken gibt es häufig Pylone in Form eines „A“, eines umgedrehten „Y“ oder an eine Raute erinnernde Profile, die ebenfalls Hohlquerschnitte haben und aus Stahlblechen oder aus Stahlbeton bestehen. Ihre Gestalt ergibt sich in der Regel aus der Optimierung der Kosten des Gesamtbauwerks.
Je nach Spannweite der Brücke können sie sehr hoch über die Fahrbahn hinausragen. Der Pylon der Neuen Donaubrücke in Bratislava trägt auf seiner Spitze ein Turmrestaurant.

## Geschichte
Die Pylone der frühen Hängebrücken des 19. Jahrhunderts bestanden meist aus massiven, gemauerten Portalen, die in allen möglichen Varianten der damaligen Architekturstile gestaltet waren: Manche erinnerten an Toranlagen ägyptischer Tempel, andere an römische Triumphbögen oder mittelalterliche Burgeingänge.
Mit der Einführung von Stahl und leichteren Bauweisen entstanden feingliedrige Pylone, oft noch mit neugotischen Zierelementen, die aber bald verschwanden. Die Entwicklung ging zu schlanken Pfeilern, die durch diagonale Streben (Andreaskreuze) oder wenige Querriegel versteift wurden. Am Ende blieb gelegentlich nur noch ein schlichter Rahmen.
Die Entwicklung des Betonbaus und insbesondere des Baus hoher Pfeiler mit Gleitschalungen führte zu Pylonen aus Stahlbeton, bei denen zunächst die einzelnen Pfeiler ohne seitliche Abspannung betoniert und erst nachträglich mit oft nur zwei Querriegeln versehen wurden.

## Ketten- und Hängebrücken

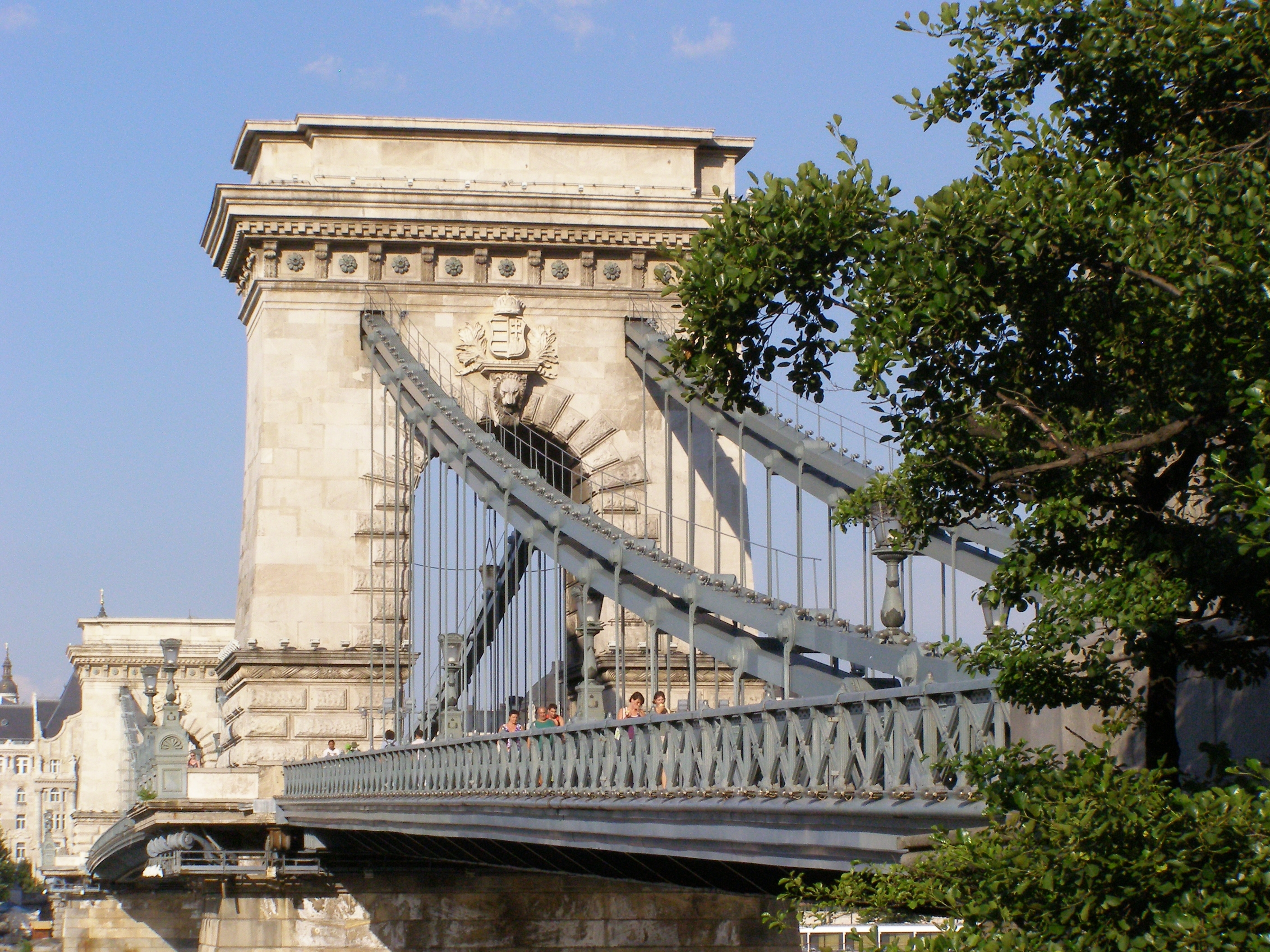
Kettenbrücke, Budapest, Ungarn (1849)
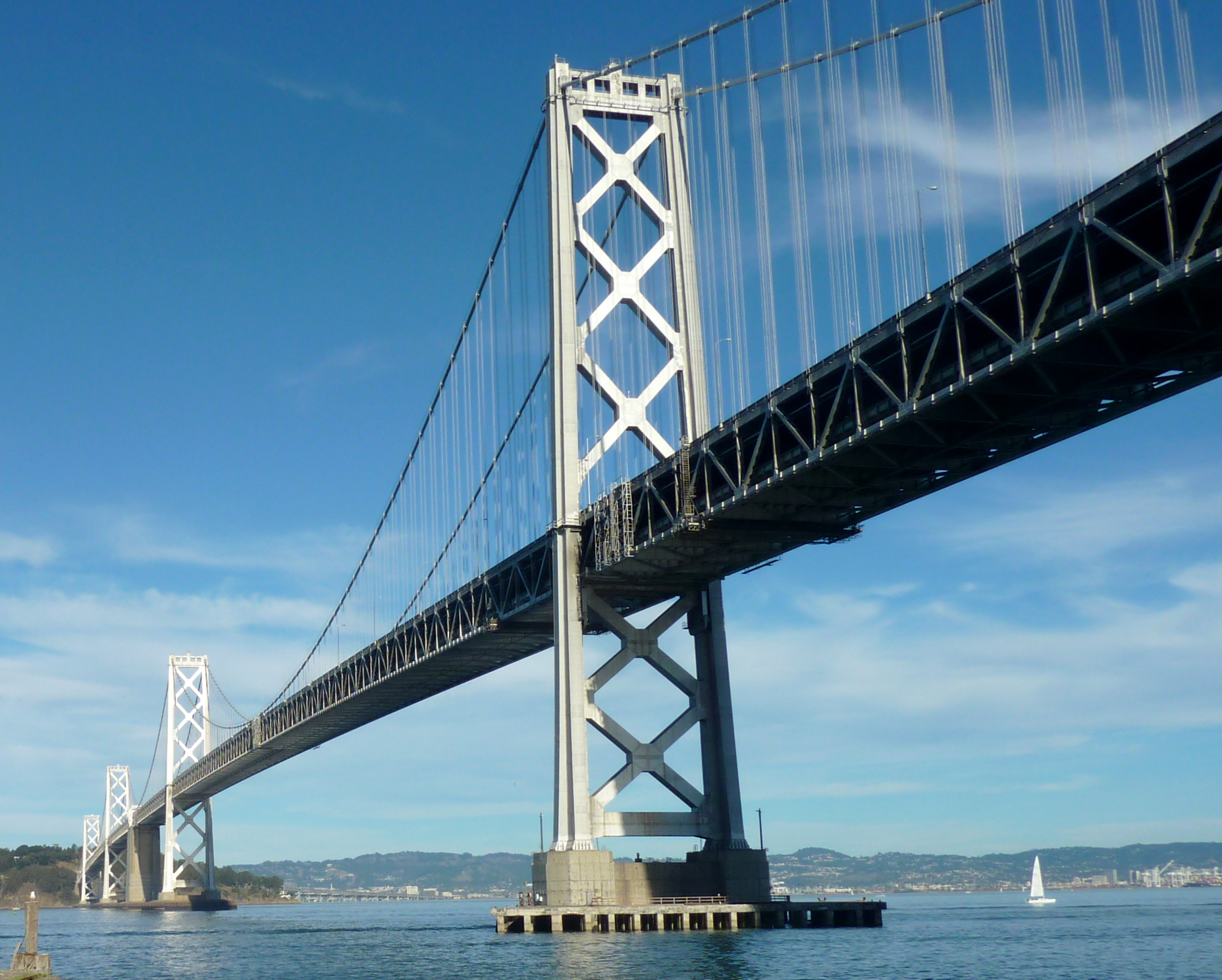
San Francisco Oakland Bay Bridge, USA (1936)
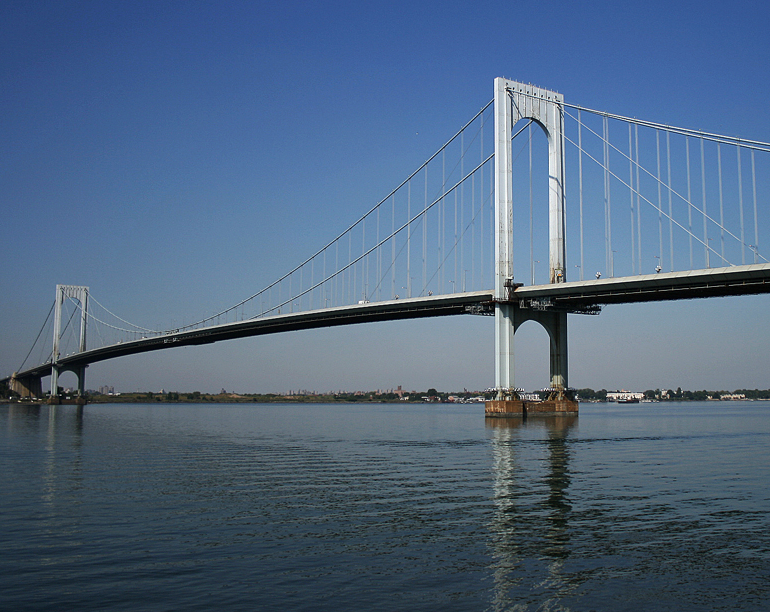
Bronx-Whitestone Bridge, New York City, USA (1939)
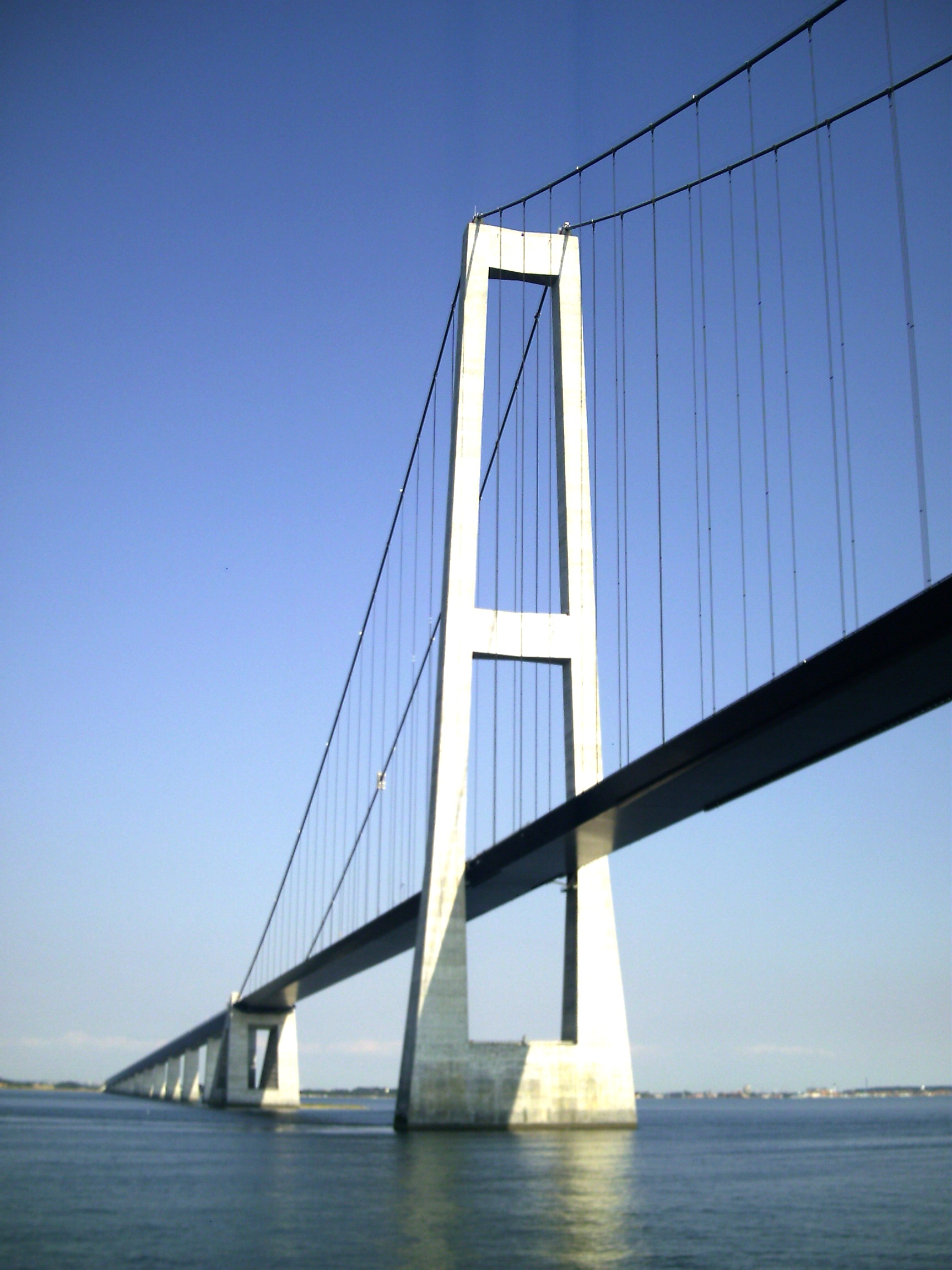
Storebæltsbroen, Großer Belt, Dänemark (1998)
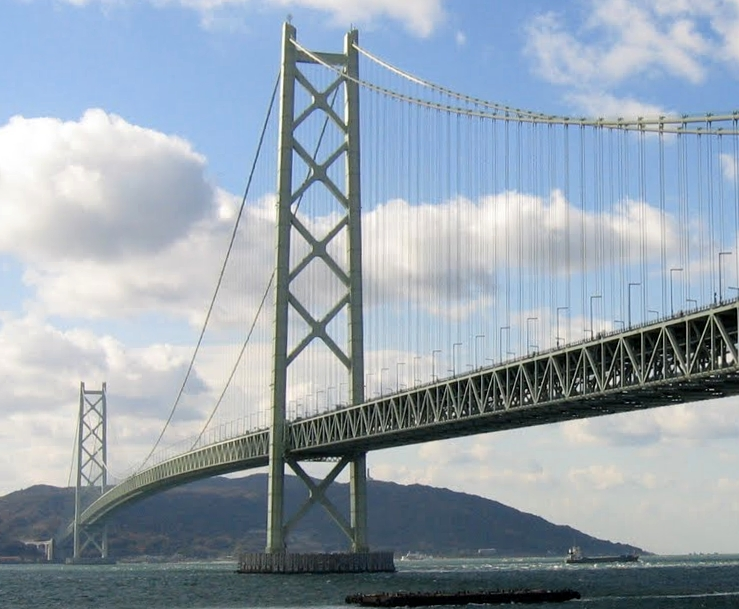
Akashi-Kaikyō-Brücke, Kobe, Japan (1998)

## Schrägseilbrücken

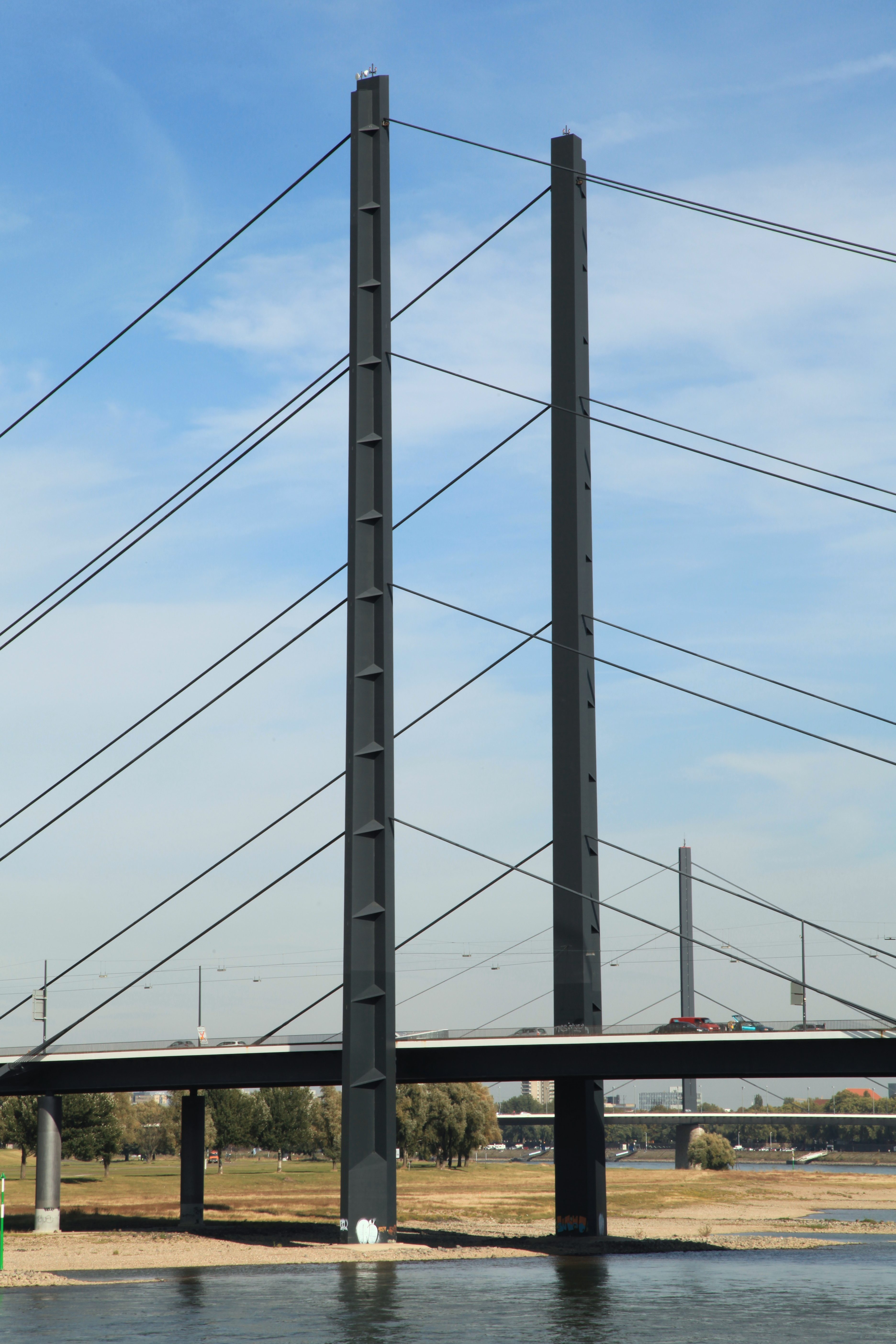
Rheinkniebrücke, Düsseldorf (1969)
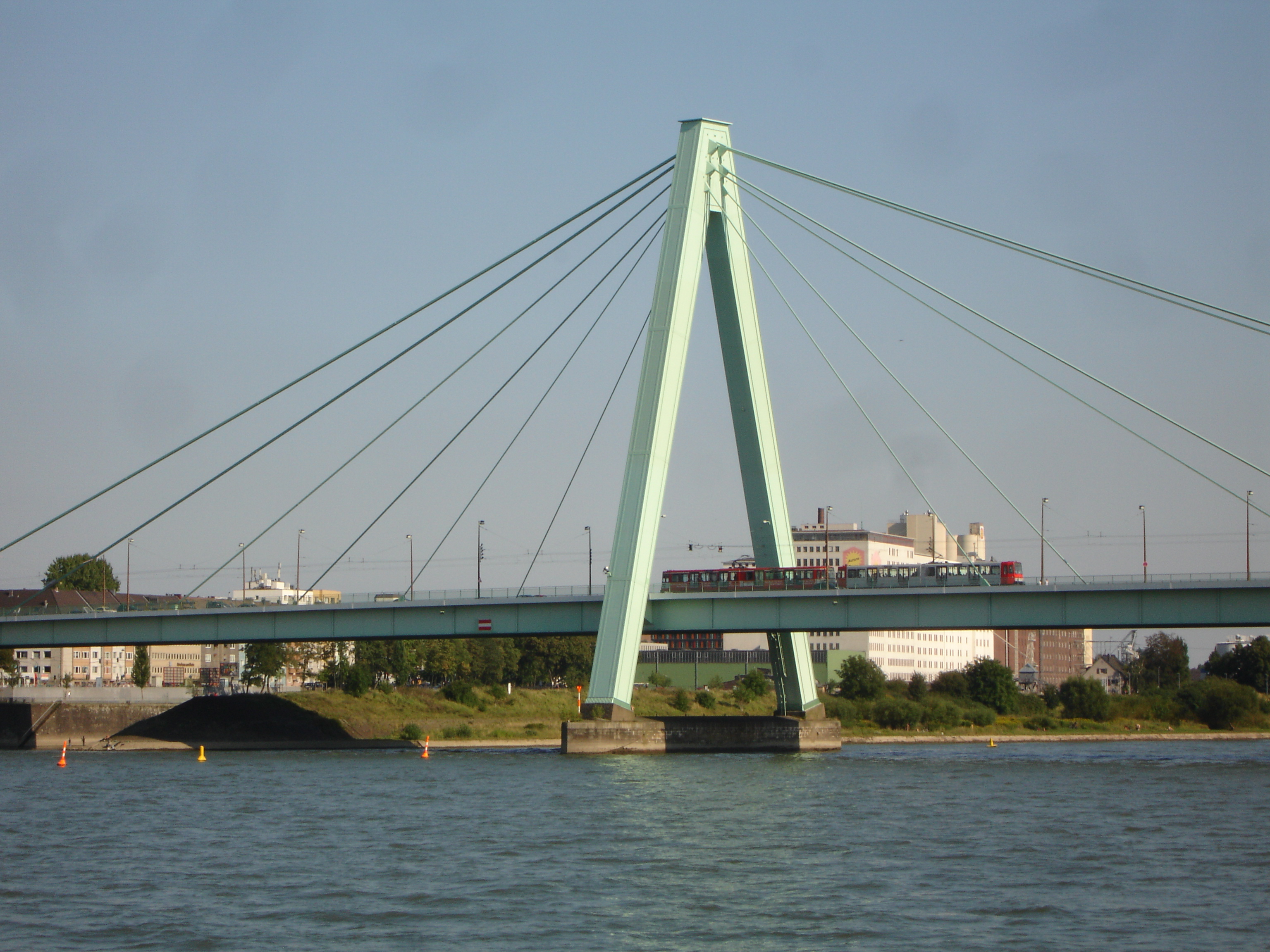
Severinsbrücke, Köln (1959)
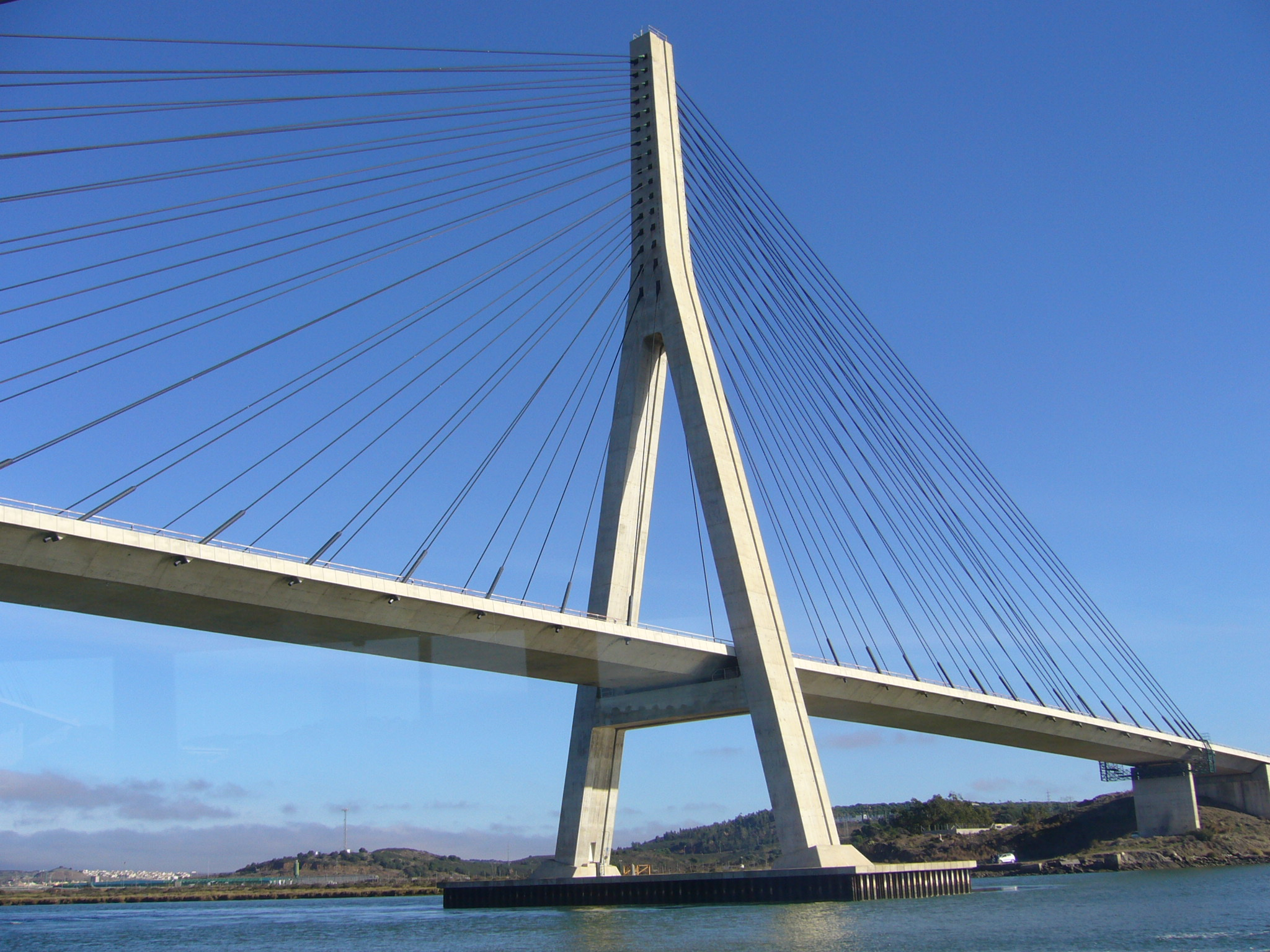
Puente Internacional del Guadiana; Portugal-Spanien (1991)
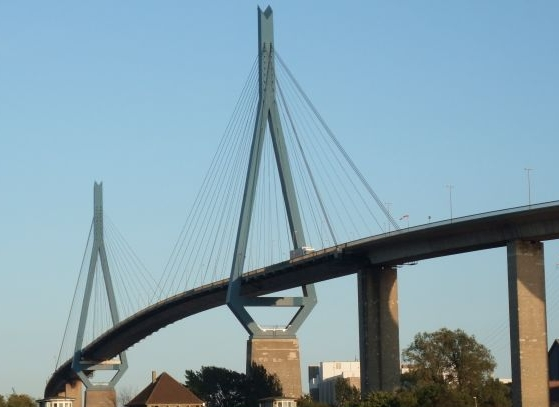
Köhlbrandbrücke, Hamburg (1974)
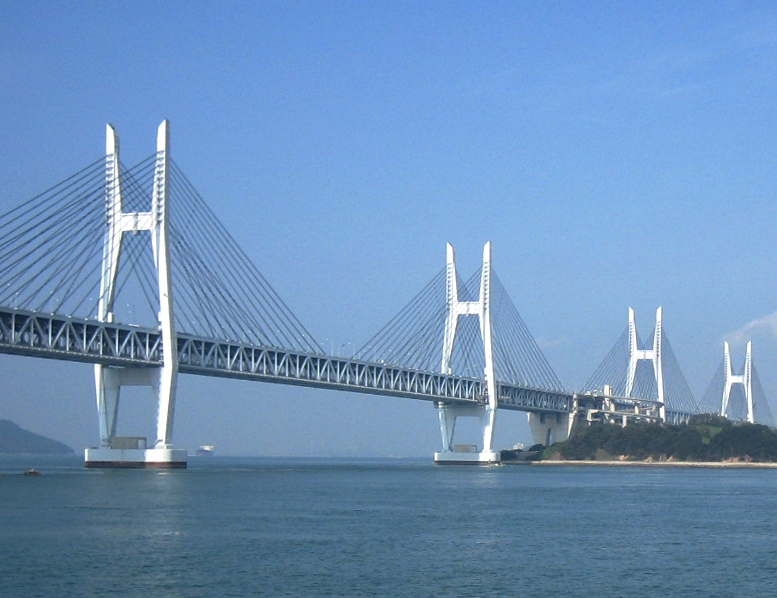
Seto-Ōhashi, Seto-Inlandsee, Japan (1988)
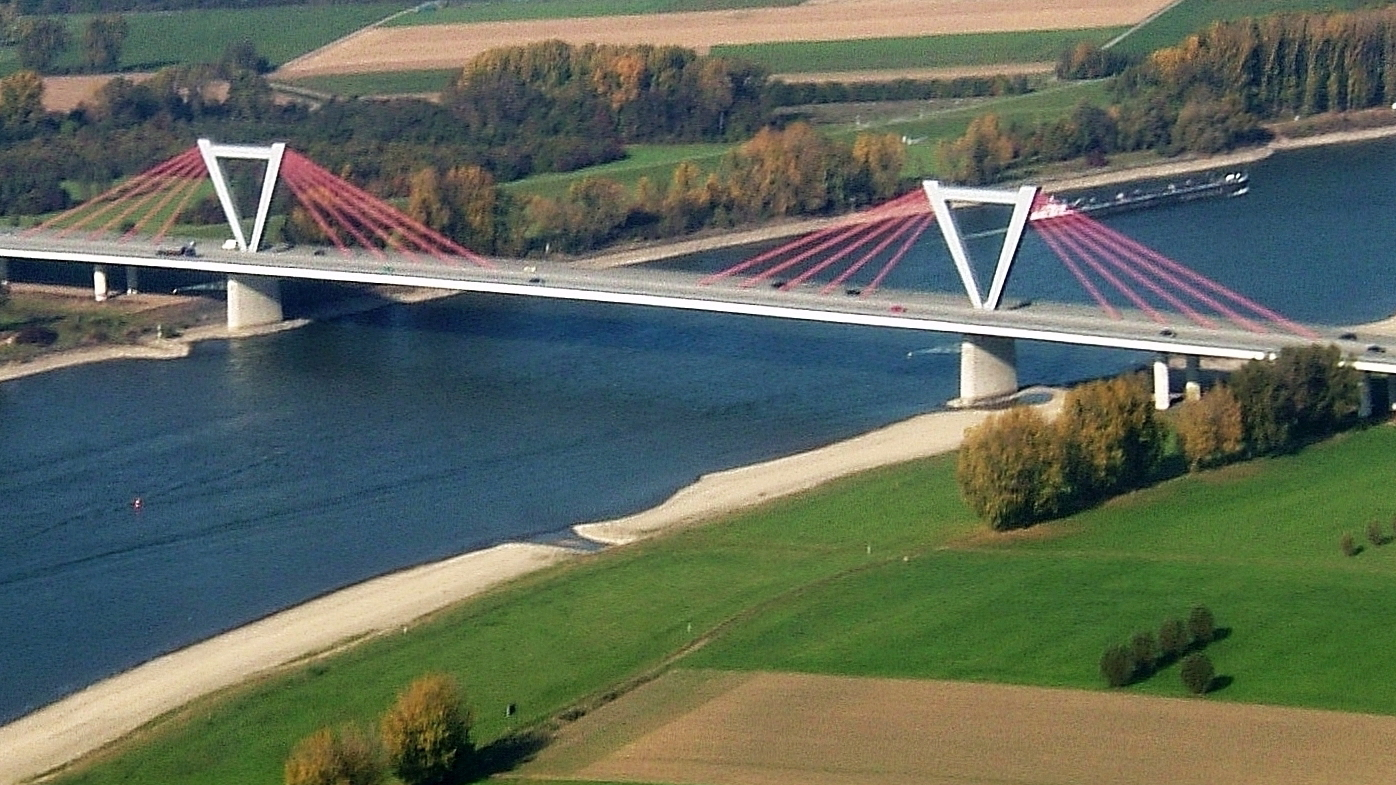
Flughafenbrücke (2002). Wegen der Nähe zum Flughafen Düsseldorf wurden zwei besonders niedrige Pylone konstruiert.